# Râul Valea Lungă, Gârcin
Râul Valea Lungă este un curs de apă, afluent al râului Gârcin. 